# 1593
Cette page concerne l'année 1593  du calendrier grégorien. Pour l'année 1593 av. J.-C., voir 1593 av. J.-C.
L'année 1593 est une année commune qui commence un vendredi.

## Événements
- 11 janvier : tout commerce direct entre les Philippines et l’Espagne est prohibé et le trafic tout entier est assuré par le galion de Manille qui traverse chaque année le Pacifique dans les deux sens, entre Acapulco et Manille[1]. Il importe des produits américains et européens et exporte des produits chinois (soies, thé, porcelaine, ivoire). Le déficit est soldé par les métaux précieux américains.
- 18 janvier : bataille de Nong Sarai (province de Suphanburi)[2]. Naresuan, souverain du royaume d'Ayutthaya, tue le prince héritier birman Mingyi Swa en combat singulier à dos d'éléphant. Il envahit ensuite le Cambodge et prend sa capitale Lovêk, dont il déporte la population pour repeupler ses provinces du nord.
- 11 avril, Afrique orientale : début de la construction de la forteresse de Fort Jésus à Mombasa par les Portugais pour sécuriser la route des Indes contre les Ottomans (fin en 1596)[3].
- 9 mai, guerre Imjin : l’intervention d’un puissant corps expéditionnaire chinois, conjuguée aux efforts du héros national coréen, l’amiral Yi Sunshin (1545-1598), contraint les Japonais à évacuer Séoul[4].
- Début des chantiers de l’Alameda Central à Mexico[5].

### Europe
- Crise agricole en Europe[6].

- 25 février-20 mars, Suède : réunion du synode d'Uppsala sous l’égide de Karl, oncle du nouveau roi, qui repousse les innovations du Livre Rouge (1576) et rétablit le luthéranisme dans son intégralité (adoption de la Confession d'Augsbourg). Arrivé à Stockholm le 30 septembre, Sigismond III Vasa doit entériner les décisions de l'assemblée du clergé pour être couronné à Uppsala le 19 février 1594[7]. Il existe cependant un fort parti luthérien hostile à un roi catholique, dirigé par Charles, le dernier fils de Gustav Vasa.

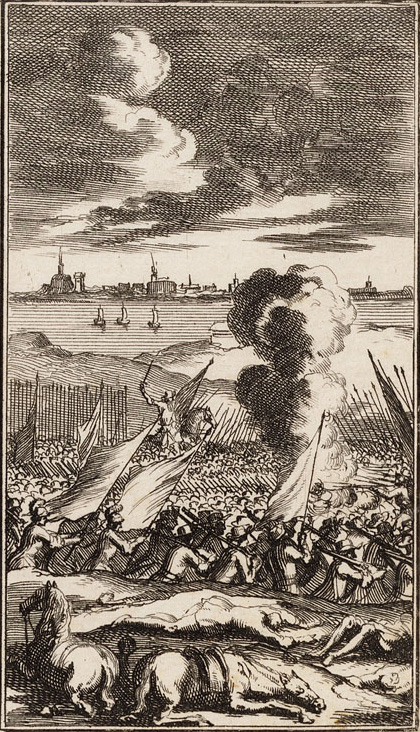
27 mars-24 juin :

- 27 mars-24 juin, Pays-Bas : victoire de Maurice de Nassau, fils de Guillaume le Taciturne, sur les Espagnols au siège de Mont-Sainte-Gertrude (Geertruidenberg)[8].
- 7 avril, Angleterre : Act to retain the Queen's subjects in Obedience[9]. Un statut du Parlement oblige tous les séparés (brownistes) à revenir dans le giron de l’Église et à faire acte de soumission sous peine de prison.
- 18 mai : Thomas Kyd, arrêté pour hérésie dénonce sous la torture son ami Christopher Marlowe en l'accusant d'athéisme[10].
- 19-20 mai : émeute à Leipzig contre les commerçants néerlandais calvinistes[11].
- 7 juin : victoire de François de Bonne de Lesdiguières contre le duc de Savoie à la bataille de Salbertrand en Piémont[12].
- 10 juin : promulgation de la Constitution Livornina par Ferdinand Ier de Médicis, qui invite les marchands, les mécontents et les fugitifs de toutes les nations et de toutes les religions  (Grecs, Arméniens, Arabes, Juifs) à s'établir dans le port franc de Livourne[13].
- 15 juin : les États généraux des Provinces-Unies sont déclarés assemblée permanente[14]. Ils endossent la souveraineté des Provinces-Unies. Le pays est dirigé par Maurice de Nassau et Johan van Oldenbarnevelt.

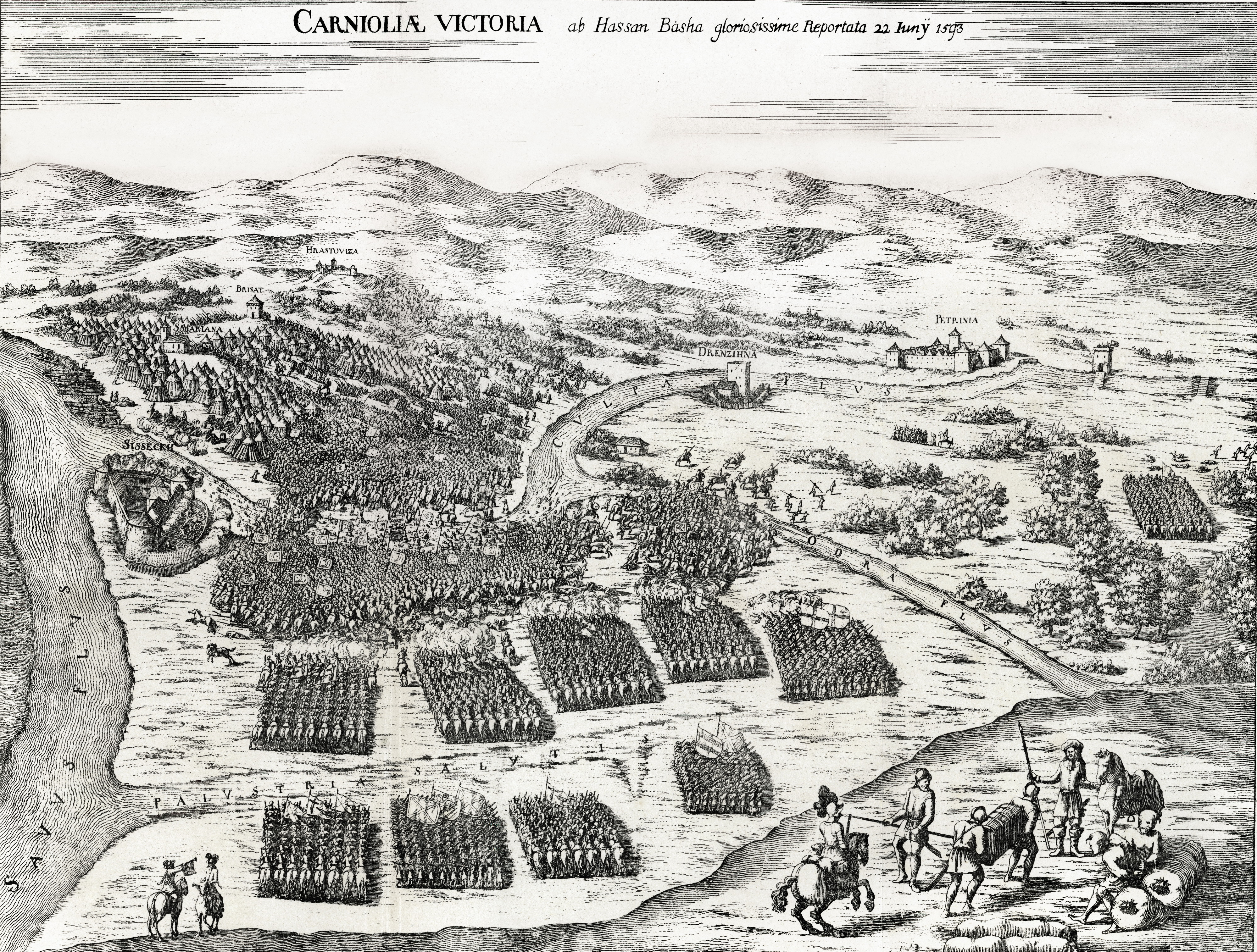
22 juin : bataille de Sisak, gravure de Janez Vajkard Valvasor, 1689

- 22 juin, Hongrie : le Pacha de Bosnie, Hassan, qui opérait sans cesse des raids en Croatie est arrêté par le ban, battu et tué à Sisak ce qui provoque la reprise des hostilités entre les Habsbourg et les Turcs ottomans[15].
- 13 août : le sultan ottoman Murad III, prétextant un non-paiement du tribut, déclare la guerre à l'Empire (Longue Guerre, fin en 1608)[15].
- Septembre : Michel le Brave (Mihai Viteazul) dépose Alexandre en Valachie et verse 400 000 ducats de tribut au sultan pour obtenir l’indépendance de la région (fin de règne en 1601)[16].
- 20 novembre : ordonnances du Pardo qui définissent le rôle du Conseil des Finances en Espagne (Consejo de Hacienda)[17].
- 27 novembre : Antonio Grimaldi Cebà devient doge de Gênes, succédant à Giovanni Agostino Giustiniani Campi[18] (fin du mandat le 26 novembre 1595).
- Russie : suppression définitive du « droit de départ » (franchise de la Saint Georges d’Automne). Pour mettre un terme aux mouvements de population, assurer l’exploitation du sol et limiter le brigandage, les paysans sont recensés et attachés à la terre (second servage)[19].
- Fondation de la ville de Beresow en Sibérie[20].
- Installation de marranes portugais à Londres et à Amsterdam[21].
- Les Recteurs de Vérone, avec l’appui de Venise, font détruire les travaux des Mantouans, pour retentir les eaux du Tartaro[22].

## Naissances en 1593
- 13 mars : Georges de La Tour, peintre français († 30 janvier 1652).
- 25 mars : Jean de Brébeuf, missionnaire jésuite († 16 mars 1649).
- 19 mai :
  - Jacob Jordaens, peintre flamand († 18 octobre 1678).
  - Claude Vignon, peintre français († 10 mai 1670).
- Mai : Louis Le Nain, peintre français à Laon[23]. († 23 mai 1648).
- 9 août : Izaac Walton, écrivain anglais († 15 décembre 1683).
- 13 octobre : Sixtinus Amama, professeur d'université, théologien à Franeker († 9 novembre 1629).
- 14 octobre : Cornelis Janssens van Ceulen, peintre et miniaturiste néerlandais († 5 août 1661).
- Date précise inconnue :
  - Giovanni Battista Barbiani, peintre baroque italien († 1650).
  - Jan van de Velde le Jeune, peintre, dessinateur et graveur néerlandais († 1er novembre 1641).

## Décès en 1593
- 11 janvier :
  - Scipione Gonzaga, cardinal italien (° 11 novembre 1542).
  - Amadis Jamyn, poète français John Penry, martyr protestant du pays de Galles
- 13 janvier : Symon Boudny, humaniste, pédagogue, réformateur de l'église, philosophe, sociologue et historien biélorusso-polonais (° janvier 1530).
- 6 février : Ōgimachi, 106e empereur du Japon selon l'ordre traditionnel (° 18 juin 1517).
- 7 février :
  - Jacques Salès, prêtre jésuite français (° 21 mars 1556).
  - Guillaume Saultemouche, frère jésuite français (° vers 1557).
- 16 mars : Roger de Taxis, docteur en droit civil et ecclésiastique, prévôt de Louvain et chancelier de l'université de Louvain (° 1513)[24].
- 20 mars : Pierre de Saint-Julien de Balleure, historien bourguignon (° 1519)[25].
- 6 avril : Henry Barrowe, puritain anglais (° vers 1550).
- 22 avril : Johannes Hermann, Thomaskantor, auteur de cantiques et juriste allemand (° 1515).
- 29 mai : John Penry, martyr protestant du pays de Galles (° 1563).
- 30 mai : Christopher Marlowe, dramaturge, poète et traducteur anglais, baptisé le  26 février 1564.
- 25 juin : Michele Mercati, médecin italien (6 avril 1541).
- 7 juillet : Charles Gilmer, théologien et universitaire français (° 1530).
- 11 juillet : Giuseppe Arcimboldo, peintre italien, à Milan (° 1527).
- 13 juillet : Hasegawa Kyūzo, peintre japonais (° 1568).
- 20 août : Filippo Spinola, cardinal italien (° 1er décembre 1535).
- 28 août : Louis VI de Wurtemberg, fils unique de Christophe de Wurtemberg et d'Anne-Marie de Brandebourg-Ansbach, auquel il succéda comme duc de Wurtemberg (° 1er janvier 1554).
- 31 août : Imai Sōkyū, important marchand japonais, actif dans le port de Sakai et maître de la cérémonie du thé (° 1520).
- 1er septembre : Hoshina Masatoshi, samouraï au service du clan Takeda à l'époque Sengoku (° 1509).
- 11 septembre : Albert de Nassau-Weilburg, comte de Nassau-Weilburg, comte de Nassau-Ottweiler, comte de Nassau-Hohenburg et comte de Nassau-Kirchheim (° 26 décembre 1537).
- 24 septembre : Katō Mitsuyasu, vassal du clan Toyotomi de la fin de la période Sengoku du Japon féodal (° 1537).
- 25 septembre : Henry Stanley, noble anglais, 4e comte de Derby et seigneur de l'île de Man (° 1531).
- 11 octobre : Alexandre Sauli, évêque italien d'Aléria, reconnu comme saint par l'église catholique (° 15 février 1534).
- 5 novembre : Charles de Bourgueville, historien normand (° 5 mars 1504).
- 20 novembre : Hans Bol, peintre de paysages, dessinateur, graveur, enlumineur et cartonnier de tapisseries flamand (° 16 décembre 1534).
- 6 décembre : Stefano Guazzo, écrivain italien (° 1530)[26].
- Date précise inconnue :
  - Pomponio Allegri, peintre italien de l'école de Parme (° 3 septembre 1522).
  - Cecilia Brusasorci, peintre italienne de l'école véronaise (° 1549).
  - Dominique de Gourgues, noble français de Gascogne (° 1530).
  - Jeong Cheol, écrivain, politicien, philosophe et poète coréen sous la dynastie Joseon (° 1536).
  - Auger Galhard, poète de langue d'oc et de langue d'oïl (° 1540).
  - Rajasinha I, roi du royaume de Kandy, dans l'actuel Sri Lanka (° 1544).
  - Pascal Robin sieur du Faux, poète angevin (° 1539).
  - Li Shizhen, médecin, herboriste et naturaliste chinois (° 3 juillet 1518).
  - Mathias Strykowski, historien et poète polonais (° 21 mars 1547).
  - Héliodore de Thiard, militaire français (° 1558).
  - Xu Wei, dramaturge et peintre chinois (° 1521).
- Vers 1593 :
- Esther Imbert, maîtresse du roi de France Henri IV (° 11 décembre 1570).